# ريزارد ريباك
ريزارد ريباك (بالبولندية: Ryszard Rybak)‏ هو لاعب كرة قدم بولندي في مركز الوسط، ولد في 27 يناير 1960 في Grodzisk Wielkopolski ‏ في بولندا. لعب مع دايسكوبوليا غرودجيسك ويلكوبولسكي ولخ بوزنان.